# Donna con ventaglio (Renoir)
Donna con ventaglio (La Femme à l'éventail) è un dipinto del pittore francese Pierre-Auguste Renoir, realizzato nel 1880 e conservato al Museo dell'Ermitage di San Pietroburgo.

## Descrizione
La donna ritratta, Alphonsine Fournaise, viene colta frontalmente a mezzo busto, con lo sguardo volto a sinistra, verso il lato esterno dell'opera («come a cercare una timida conferma da un'osservazione immaginario», osserva Giovanna Rocchi). La giovane è vestita con un abito viola chiaro, è seduta su una poltrona rossa e regge un ventaglio aperto, esplicito omaggio alla grande tradizione figurativa spagnola.
L'opera, acquistata nel gennaio 1881 dal noto mercante d'arte Paul Durand-Ruel al prezzo di cinquecento franchi, fu esposta alla settima mostra degli Impressionisti, nel 1882. Durand-Ruel, entusiasta collezionista di dipinti impressionisti, avrebbe poi venduto l'opera all'asta nel 1908: Ivan Morozov, perfettamente a conoscenza della rilevanza della Donna con ventaglio, la comprò senza esitazione alcuna per la bella cifra di trentamila franchi. L'opera è oggi esposta all'Ermitage di San Pietroburgo.
Quello che colpisce in questa composizione è soprattutto il suo equilibrio cromatico, derivato dal sapiente dosaggio dei tre colori primari (il rosso della poltrona, il giallo della parete di fondo e il blu della veste della donna). Le altre parti, invece, assorbono questi colori proporzionalmente all'intensità luminosa cui vengono esposte. Si tratta, dunque, di una composizione molto meditata e realizzata in atelier, nonostante conservi la freschezza delle opere nate di getto, dando l'illusione di un'immediatezza quasi fotografica.